# Кенчурка (Свердловская область)
Кенчурка — деревня в Полевском муниципальном округе Свердловской области России. Ранее входила в состав Полдневского сельсовета города Полевского.

## География
Деревня Кенчурка расположена в 38 километрах (по автотрассе в 57 километрах) к юго-западу от города Полевского, на берегу реки Кенчурки (правого притока реки Нязи, бассейн реки Уфы).

## История
В окрестностях деревни в XIX веке шла добыча белой огнеупорной глины, которая использовалась при постройке доменных и других печей.

## Население
| 2002 | 2010 |
| ---- | ---- |
| 74   | ↘51  |